# محمد: آخرین پیامبر
محمد: آخرین پیامبر یک انیمیشن حماسی قرآنی دربارهٔ زندگی محمد پیامبر مسلمانان ساخت ایالات متحده آمریکا و به کارگردانی ریچارد ریچ است که در سال ۲۰۰۲ منتشر شد. این انیمیشن در سینماهای محدودی در آمریکا و بریتانیا اکران شد. داستان فیلم دربارهٔ دوران ابتدایی ظهور اسلام و محمد است. محتوای فیلم توسط دانشگاه الازهر و علمای شیعه لبنان تأیید گردید.

## داستان
این انیمیشن زندگی محمد پیامبر اسلام را در ابتدای رسالتش به تصویر کشیده است. داستان در شهر مکه روی می‌دهد هنگامی نخستین مسلمانان توسط ثروتمندان مکه مورد اذیت و آزار قرار می‌گیرند. سپس داستان به هجرت محمد و مسلمانان به مدینه می‌پردازد. سپس فیلم روایتگر فتح مکه توسط پیروان محمد است، و غزوه بدر، غزوه احد و غزوه خندق نیز در آن به تصویر کشیده است.